# Liscannor
Liscannor (iriska: Lios Ceannúir) är en ort i republiken Irland.   Den ligger i grevskapet An Clár och provinsen Munster, i den västra delen av landet, 210 km väster om huvudstaden Dublin. Liscannor ligger 14 meter över havet och antalet invånare är 129.
Terrängen runt Liscannor är huvudsakligen platt, men söderut är den kuperad. Havet är nära Liscannor västerut.Runt Liscannor är det ganska glesbefolkat, med 35 invånare per kvadratkilometer. Närmaste större samhälle är Lehinch, 3,4 km öster om Liscannor. Trakten runt Liscannor består i huvudsak av gräsmarker.